# Betty Reid Soskin
Betty Reid Soskin, nata Charbonnet (Detroit, 22 settembre 1921) è una guardaparco in pensione del National Park Service, precedentemente assegnata al Rosie the Riveter World War II Home Front National Historical Park a Richmond, California.  Fino al suo pensionamento avvenuto il 31 marzo 2022, all'età di 100 anni, era la più anziana National Park Ranger al servizio degli Stati Uniti.  Nel febbraio 2018 ha pubblicato un libro di memorie, Sign My Name to Freedom.

## Biografia
Betty Charbonnet è nata nel 1921 a Detroit da Dorson Louis Charbonnet e Lottie Breaux Allen, entrambi cattolici e nativi della Louisiana. Suo padre proveniva da un ambiente creolo e sua madre da un ambiente cajun. Trascorse la sua prima infanzia vivendo a New Orleans, fino a quando un uragano e un'inondazione distrussero la casa e gli affari della sua famiglia nel 1927, quando la sua famiglia si trasferì a Oakland, in California.